# 広瀬嘉子
広瀬 嘉子（ひろせ よしこ、1929年12月24日 - ）は、日本の女優。東京府生まれ。

## 略歴
鷗友学園高等女学校卒業。1947年に東宝に入社した後、日活に移籍。デビュー作は1949年に公開された『殿様ホテル』。

## 出演映画

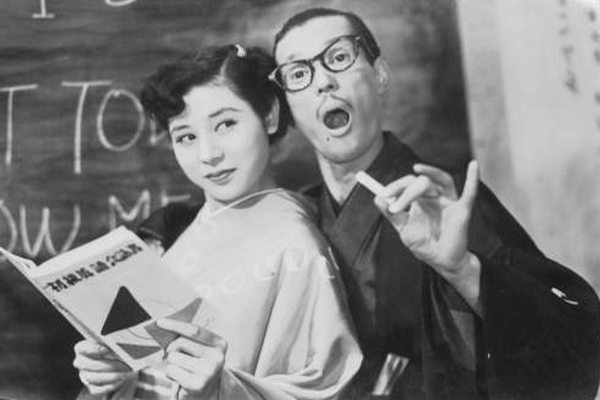
『都会の横顔』（1953年）。右はトニー谷

| 公開日         | 作品名                                     | 監督             | 制作会社 | 役名                   |
| -------------- | ------------------------------------------ | ---------------- | -------- | ---------------------- |
| 1949年3月1日   | 『殿様ホテル』                             | 井上正之（製作） | 芸研     | よし                   |
| 1952年1月3日   | 『荒木又右衛門 決闘鍵屋の辻』              | 森一生           | 東宝     | 虎屋の女房             |
| 1952年4月10日  | 『お国と五平』                             | 成瀬巳喜男       | 東宝     | 旅籠の女中A            |
| 1952年5月22日  | 『戦国無頼』                               | 稲垣浩           | 東宝     | 不明                   |
| 1952年6月26日  | 『四十八人目の男』                         | 佐伯清           | 東宝     | 半次の女房おかね       |
| 1952年9月4日   | 『続三等重役』                             | 鈴木英夫         | 東宝     | 女中お恵               |
| 1952年11月18日 | 『丘は花ざかり』                           | 千葉泰樹         | 東宝     | 夏江                   |
| 1952年12月4日  | 『次郎長三国志 第一部 次郎長売出す』       | マキノ雅弘       | 東宝     | ぬい                   |
| 1952年12月23日 | 『七色の街』                               | 千葉泰樹         | 東宝     | 町子                   |
| 1953年1月22日  | 『夫婦』                                   | 成瀬巳喜男       | 東宝     | 不明                   |
| 1953年2月5日   | 『江戸っ子判官』                           | 中川信夫         | 東宝     | 常盤津師匠お紋         |
| 1953年2月25日  | 『総理大臣の恋文』                         | 斎藤寅次郎       | 東宝     | 光江                   |
| 1953年7月8日   | 『都会の横顔』                             | 清水宏           | 東宝     | み春                   |
| 1953年7月14日  | 『亭主の祭典』                             | 渡辺邦男         | 東宝映画 | 佐山菊江               |
| 1953年8月5日   | 『白魚』                                   | 熊谷久虎         | 東宝     | 小奴                   |
| 1953年12月8日  | 『赤線基地』                               | 谷口千吉         | 東宝     | 河那辺時子（杉男の妻） |
| 1953年12月15日 | 『次郎長三国志 第六部 旅がらす次郎長一家』 | マキノ雅弘       | 東宝     | ぬい                   |
| 1954年1月3日   | 『次郎長三国志 第七部 初祝い清水港』       | マキノ雅弘       | 東宝     | ぬい                   |
| 1954年1月9日   | 『若夫婦は朝寝坊』                         | 小田基義         | 池田プロ | 妻加代子               |
| 1954年3月17日  | 『落語シリーズ 第一話 落語長屋は花ざかり』 | 青柳信雄         | 東宝     | あやめ                 |
| 1954年6月8日   | 『次郎長三国志 第八部 海道一の暴れん坊』   | マキノ雅弘       | 東宝     | ぬい                   |
| 1954年6月8日   | 『若き血は燃えて』                         | 木元健太         | 池田プロ | 姉照子                 |
| 1954年6月8日   | 『次郎長三国志 第八部 海道一の暴れん坊』   | マキノ雅弘       | 東宝     | ぬい                   |
| 1954年6月15日  | 『魔子恐るべし』                           | 鈴木英夫         | 東宝     | お銀                   |
| 1955年3月25日  | 『森蘭丸』                                 | 小林桂三郎       | 日活     | 美加                   |